# Dimitar Telkijski
Dimitar Telkijski (auch Telkiyski geschrieben; bulgarisch Димитър Телкийски; * 5. Mai 1977 in Plowdiw) ist ein bulgarischerehemaliger  Fußballspieler. Seine Position war das Mittelfeld. Sein Spitzname ist Metscho (bulgarisch: Мечо, dt. Bär).

## Karriere
Telkijski begann seine Karriere 1990 bei Botew Plowdiw in seiner Heimatstadt Plowdiw und spielte bis 1999 dort. Von 1996 bis 1999 absolvierte er 62 Spiele in der ersten Mannschaft von Botew. 1999 wechselte er dann das erste Mal zu Lewski Sofia und verblieb dort bis 2008. Für Sofia absolvierte er 198 A Grupa Spiele und schoss dabei 56 Tore. Sein größter Erfolg dabei war die Teilnahme an der UEFA Champions League 2006/07, wo Lewski die Gruppenphase erreichte. Außerdem wurde er fünf Mal bulgarischer Meister und ebenfalls fünf Mal bulgarischer Pokalsieger. 2008 wechselte er dann für eine Saison zu Hapoel Tel Aviv nach Israel und wurde dort von den Fans zum Spieler des Jahres 2008 gewählt. 2009 wechselte er dann für ein halbes Jahr zu Amkar Perm nach Russland. Nach nur vier Spielen ohne Torerfolg wechselte er dann 2009 wieder zurück zu Lewski Sofia.
In der Winterpause der Saison 2011/12 wechselte Telkijski zum bulgarischen Erstligisten FC Tschernomorez Burgas und nach Ende der Saison zum Lokomotive Sofia. Er beendete daraufhin seine Karriere Mitte 2013.

## Nationalmannschaft
Dimitar Telkijski spielt seit 2005 ebenfalls für die Bulgarische Fußballnationalmannschaft. Bisher absolvierte er 22 Spielen und traf dabei drei Mal das Tor.

## Erfolge
- Bulgarischer Meister: 2000, 2001, 2002, 2006, 2007
- Bulgarischer Pokalsieger: 2000, 2002, 2003, 2005, 2007